# John W. Kittera

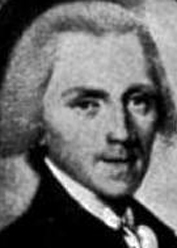
John W. Kittera

John Wilkes Kittera (* November 1752 im Lancaster County, Provinz Pennsylvania; † 6. Juni 1801 in Lancaster, Pennsylvania) war ein US-amerikanischer Politiker. Zwischen 1791 und 1801 vertrat er den Bundesstaat Pennsylvania im US-Repräsentantenhaus.

## Werdegang
John Kittera wuchs noch während der britischen Kolonialzeit auf. Bis 1776 besuchte er das Princeton College. Nach einem Jurastudium und seiner 1782 erfolgten Zulassung als Rechtsanwalt begann er in Lancaster in diesem Beruf zu arbeiten. Er unterstützte später die von Präsident George Washington geführte Bundesregierung (Pro-Administration-Fraktion) und wurde Mitglied der Ende der 1790er Jahre von Alexander Hamilton gegründeten Föderalistischen Partei.
Bei den Kongresswahlen des Jahres 1790 wurde Kittera im fünften Wahlbezirk von Pennsylvania in das damals noch in Philadelphia tagende US-Repräsentantenhaus gewählt, wo er am 4. März 1791 sein neues Mandat antrat. Nach vier Wiederwahlen konnte er bis zum 3. März 1801 fünf Legislaturperioden im Kongress absolvieren. Ab 1795 vertrat er dort den siebten Distrikt seines Staates.
Im Jahr 1801 wurde John Kittera vom scheidenden Präsidenten John Adams als Bundesstaatsanwalt für den östlichen Teil von Pennsylvania nominiert. Er starb wenige Monate später am 6. Juni desselben Jahres in Lancaster. Sein Sohn Thomas (1789–1839) wurde ebenfalls Kongressabgeordneter.